# Trento
Trento (en italià Trento, en llombard Trent, en alemany Trient, en llatí Tridèntum) és una ciutat a la regió italiana de Trentino-Tirol del Sud. És la capital de la regió i de la província autònoma de Trento. Limita amb els municipis d'Albiano, Aldeno, Altopiano della Vigolana, Besenello, Cavedine, Cimone, Civezzano, Garniga Terme, Giovo, Lavis, Madruzzo, Pergine Valsugana, Vallelaghi i Villa Lagarina. Trento era territori austríac quan el futur dictador Benito Mussolini entrà a treballar per a un diari de la ciutat el 1908.

## La ciutat
La població de la ciutat el 2001 era de 104.946 habitants. La població viu a una província que és completament muntanyosa amb una extensió de 6.207 km² i una població de 477.017 habitants (2001). És travessada per l'autopista A22-E45 a Verona i a Bozen (Bolzano), Innsbruck i Múnic. És un centre important de comunicacions ferroviàries (és la principal connexió entre Itàlia i Alemanya).
Originàriament, va ser una ciutat celta conquerida després pels romans, Trento va esdevenir mundialment famosa amb el Concili de Trento (1545-1563) en el qual va donar suport a la Contrareforma. L'adjectiu tridentí literalment significa pertanyent a Trento, però a causa del Concili Tridentí es pot referir també a aquest esdeveniment.
El riu Fersina, afluent del riu Adige, passa a prop de Trento.

## Etimologia

Dibuix del campament romà que va originar Trento.

Ja es parla de Tridèntum en un document datat l'any 222 aC. L'origen del nom és derivat del de "trident", tres dents. Els historiadors no s'han posat d'acord en quines poden ser aquestes "dents": poden ser o les muntanyes que envolten la ciutat (Doss Trento o Verouca, Dosso Sant'Agata i Dosso di San Rocco) o els tres rius que la travessen (tres braços del riu Adige). Els cenomans d'aquesta regió van ser coneguts com a tridentinus, per la qual cosa es coneix aquest lloc com Tridèntum.
La tradició llatina, que és la més recordada, indica que ve de la inscripció Montes argentum mihi dant nomenque Tridentum (les muntanyes em donen la plata i el nom de Tridèntum), feta per fra Bartolomeo da Trento i que es troba al centre històric de la ciutat.

## Història
Originàriament, va ser una ciutat celta conquistada després pels romans l'any 15 aC. Va ser agregada a la Papiria i l'emperador August la va incloure a la X regió d'Itàlia. La travessaven importants vies de comunicació que enllaçaven la Plana Padana amb els territoris més enllà dels Alps, a través dels passos de Reschenpass i de Brenner. Però sobretot Trento va ser famosa pel concili amb el qual es va donar suport a la Contrareforma (1545-1563).
Segons algunes teories, Trento (Tridèntum) s'hauria desenvolupat sobre un assentament rètic en el fons d'una vall. A més, és possible la presència d'un antic castelliere (poble fortificat) rètic sobre el pujol del Doss Trento, utilitzat probablement també pels romans després de la conquesta; aquest va ser un dels primers nuclis urbans de la ciutat. És lògic pensar que la vall de l'Adige com a via de comunicació nord-sud de primera importància hagi fet possible freqüents canvis culturals amb altres poblacions preromanes, com els vènets, etruscs i gals.

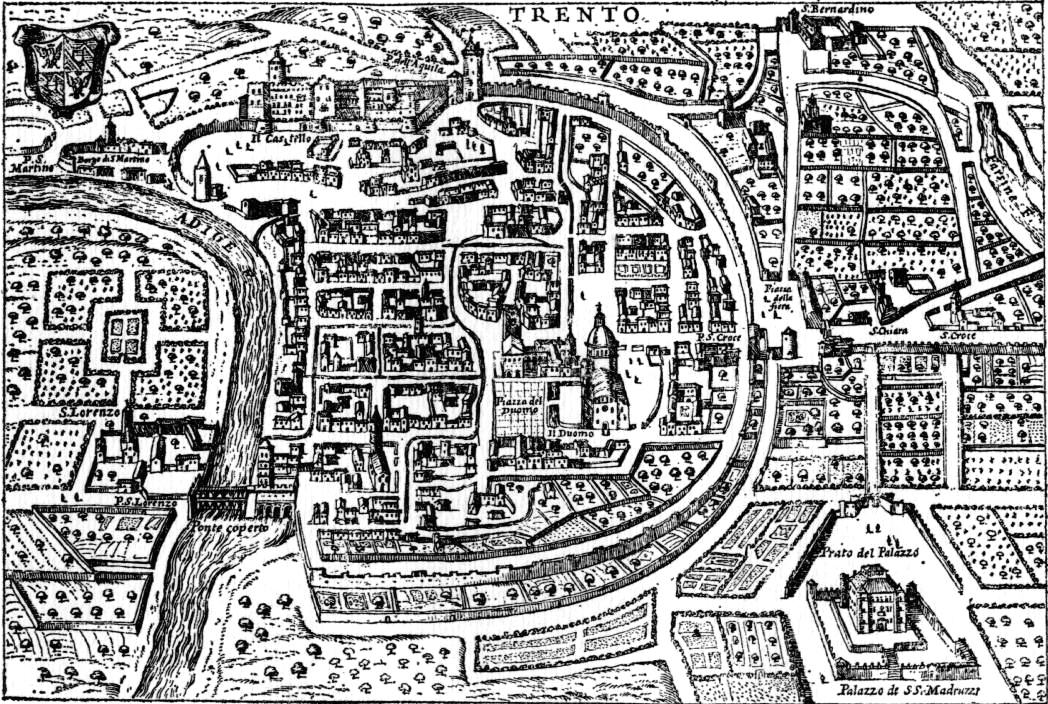
Mapa del de Trento.

Va arribar a ser important i rica, amb sumptuosos palaus, en l'època romana. Destruïda per les invasions dels gots i longobards, va recobrar importància als segles VIII-IX, en què es va beneficiar de la seva situació de pas obligat per la via Brenner; precisament per assegurar-se aquí un aliat, els emperadors van donar poder temporal sobre la regió als bisbes de Trento, instituint una sèrie de prínceps-bisbes. Els més rellevants, tots dos del segle xvi, van ser Bernardo Clesio i Cristoforo Madruzzo, que van participar en les sessions del Concili. Després de la mort de l'últim dels Madruzzo el 1658, va començar la decadència del Trentino.
Als segles successius la ciutat va decaure políticament i econòmicament. Napoleó, que va ocupar la ciutat el 1796, va suprimir la figura del príncep-bisbe, que mai no va tornar a ser reposada. Va annexionar la ciutat al Regne napoleònic d'Itàlia, que era un govern titella dels francesos. Al Congrés de Viena, el 1815, es va decidir incorporar la ciutat i província a l'Imperi Austrohongarès, cosa que es va fer efectiva a partir de 1816, quan va passar a formar part del Principat del Tirol.

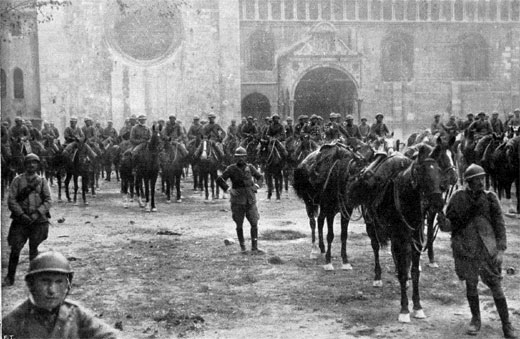
L'exèrcit italià entrant a Trento el 3 de novembre de 1918, durant la Primera Guerra Mundial.

A partir de 1870, es van desenvolupar a Trento moviments polítics que defensaven la italianitat de la ciutat contra els intents de germanització, portats pels sectors més nacionalistes del Tirol alemany. Va ser alliberada per l'exèrcit italià el 3 de novembre de 1918 una vegada finalitzada la Primera Guerra Mundial i es va incorporar definitivament a Itàlia el 1919 en signar-se el Tractat de Saint-Germain-en-Laye.
A la Segona Guerra Mundial, quan Mussolini va ser deposat el 1943 i després alliberat amb l'ajuda dels nazis, va tornar a la lluita al nord del país contra els aliats i va fundar la República Social Italiana, encara que això va significar l'annexió de la ciutat al Tercer Reich fins a la derrota total de 1945. A partir de la dècada de 1950, la ciutat i la regió van començar a créixer econòmicament i van prosperar gràcies en part a l'estatut especial d'autonomia atorgat per l'Estat italià.
El 4 de novembre de 1966, Trento va patir la més gran inundació de la seva història recent: bona part de la ciutat i prop de 5.000 hectàrees de camp van quedar submergides sota uns 2 m d'aigua. El 1971 es va modificar l'estatut especial, la qual cosa va provocar una ampliació de l'autonomia de Trento i Bozen, un cas únic en tot el sistema administratiu de l'Estat italià.
Avui dia Trento és una ciutat cosmopolita, altament desenvolupada i amb serveis socials moderns. Sovint ocupa un lloc molt alt entre les 103 ciutats italianes pel que fa a qualitat i nivell de vida, així com en negocis i oportunitats d'ocupació, ocupant els llocs 1r, 6è i 2n, respectivament. També és una de les ciutats més segures del país. La província de Trento és una de les més riques d'Itàlia, i Trento és una de les ciutats més cares d'Itàlia juntament amb Milà, Roma i Venècia.

## Fills il·lustres
- Marco Anzoletti (1867-1929), escriptor, compositor i violinista.
- Martino Martini (1611-1661), jesuïta missioner a la Xina, geògraf i cartògraf.

## Administració
| Període   | Identitat            | Partit         |
| --------- | -------------------- | -------------- |
| 2005-2020 | Alessandro Andreatta | Centreesquerra |
| 2020-     | Franco Ianeselli     | Centreesquerra |